# Appolnäs grynnan
Appolnäs grynnan är skär i Finland. De ligger i Skärgårdshavet och i kommunen Brändö i landskapet Åland, i den sydvästra delen av landet. Öarna ligger omkring 66 kilometer öster om Mariehamn och omkring 210 kilometer väster om Helsingfors.
Arean för den av öarna koordinaterna pekar på är 0,3 hektar och dess största längd är 130 meter i sydöst-nordvästlig riktning.
Närmaste större samhälle är Houtskär, 15,9 km öster om Appolnäs grynnan.

## Klimat
Årsmedeltemperaturen i trakten är 5 °C. Den varmaste månaden är augusti, då medeltemperaturen är 16 °C, och den kallaste är februari, med −3 °C.